# Kombolcha (woreda)
Pour les articles homonymes, voir Kombolcha (homonymie).
Kombolcha est un woreda de l'est de l'Éthiopie situé dans la zone Misraq Hararghe de la région Oromia.
Le woreda compte 140 080 habitants en 2007 dont 12 615 vivent à Melka Rafa.

## Situation
Situé entre 1 200 m et 2 460 m d'altitude[réf. souhaitée] dans la zone Misraq Hararghe de la région Oromia, le woreda est bordé au sud par la région Harar, au sud-ouest par Haro Maya, au nord-ouest par Dire Dawa, au nord par la région Somali et à l'est par Jarso.
Les terres arables — où l'on trouve notamment des cultures de khat, de fruits et légumes — représentent 16,8% du territoire tandis que 77,6% des terres sont considérées comme dégradées ou inutilisables, 1,7% sont des pâturages et 3,9% des forêts[réf. souhaitée].
Comme Haro Maya, Kombolcha est un important exportateur de légumes vers Djibouti[réf. souhaitée].
L'agglomération principale Melka Rafa ou Melka Rafu[réf. souhaitée], voire Kembolcha ou Kombolcha[à vérifier], serait à environ 2 118 m d'altitude.

## Démographie
D'après le recensement national de 2007 réalisé par l'Agence centrale de statistique d'Éthiopie, le woreda compte 140 080 habitants et 9% de la population est urbaine.
La population urbaine correspond aux 12 615 habitants de Melka Rafa.
La plupart des habitants (98,3%) sont musulmans.
Avec une superficie de 441,1 km2[réf. souhaitée], le woreda a une densité de population de 318 personnes par km2 ce qui est supérieur à la moyenne de la zone.